# Frigyes Gyimesi
Frigyes Gyimesi, madžarski feldmaršal, * 1890, † 1974.